# Mühlenteich (Naturschutzgebiet)
Das Naturschutzgebiet Mühlenteich ist zugleich ein nach der Richtlinie 92/43/EWG (Fauna-Flora-Habitat-Richtlinie) (kurz „FFH-Richtlinie“) ausgewiesenes Schutzgebiet mit der Gebietsnummer DE2940301, welches der Erhaltung mehrerer Lebensraumtypen und Arten dient.  Es liegt auf dem Gebiet der Stadt Kyritz im Landkreis Ostprignitz-Ruppin in Brandenburg und erstreckt sich westlich von Lellichow, einem Ortsteil von Kyritz, und nördlich des Borker Sees. Östlich verläuft die Landesstraße L 14, nördlich erstreckt sich der östliche Teil (mit dem Kattenstiegsee) des 225 ha großen Naturschutzgebietes Königsberger See, Kattenstiegsee. Das rund 71 ha große Schutzgebiet mit der nationalen Kenn-Nummer 1403 wurde mit Verordnung vom 24. Juni 2002 unter Naturschutz gestellt. Dem Vorschlag zur Schutzgebietsausweisung von gemeinschaftlicher Bedeutung im September 2000 folgte die Anerkennung als Natura-2000-Gebiet im Dezember 2004.

## Beschreibung
Das FFH-Gebiet „Mühlenteich“ ist in den Randbereichen um das Teichareal von einer bewaldeten Fläche umschlossen, wobei im Uferbereich stark ausgeprägte Verlandungszonen vorhanden sind die aus Seggenrieden und Schilfröhrichten in Erlenbrüche übergehen. Auf dem Areal befinden sich Süßwasserquellen die für die Naturausstattung wesentlich sind und das Vorkommen bestimmter an den Lebensraum angepasster Pflanzen und Tierarten in der Ostprignitz ermöglichen. Das Schutzgebiet stellt eine stark vermoorte Rinne dar aus dem der Teich als Restgewässer eines ehemals größeren Sees erhalten geblieben ist.

## Schutzzweck
Die besondere Schutzwürdigkeit des FFH-Gebietes ergibt sich unter anderem aus den im Gebiet vorkommenden Gewässern (Lebensraumtypen 3150 und 3260), den Stieleichen-Hainbuchenwäldern (Lebensraumtyp 9160) und bodensauren Eichenwäldern (Lebensraumtyp 91E0). Die Biotope dienen auch als Lebensraum für die im Gebiet vorkommenden wald- und gewässergebundenen Arten der Anhänge II und IV der FFH-RL und für weitere geschützte Arten.

### Lebensraumtypen
Nach der FFH-Richtlinie wurden die folgenden Lebensraumtypen von europaweiter Bedeutung (LRT) des Anhang I klassifiziert:
Natürliche eutrophe Seen mit einer Vegetation des Magnopotamions oder Hydrocharitions (Code 3150), Fließgewässer der planaren bis montanen Stufe mit Vegetation des Ranunculion fluitantis (Code 3260), Feuchte Hochstaudenfluren der planaren und montanen bis alpinen Stufe (Code 6430), Subatlantischer oder mitteleuropäischer Stieleichenwald oder Sternmieren-Eichen-Hainbuchenwald im Verband aus Carpinion betuli (Code 9160), Alte bodensaure Eichenwälder aus Stieleichen (Quercus robur) auf Sandebenen (Code 9190) und Auen-Wälder bestehend aus Schwarz-Erlen (Alnus glutinosa) und Eschen (Fraxinus excelsior) im Verband (Code 91E0).

### Allgemeine Merkmale des Gebietes
Die allgemeinen Merkmale wurden im Rahmen der Verordnung zum nationalen Naturschutzgebiet mit den Einstufungen als Binnengewässer (stehend und fließend) (Code N06) mit einem Flächenanteil von 20 %, feuchtes und mesophiles Grünland (Code N10) mit einem Flächenanteil von 1 %, Moore, Sümpfe, Uferbewuchs (Code N07) mit einem Flächenanteil von 10 %, Laubwald (Code N16) mit einem Flächenanteil von 6 %, Nadelwald (Code N17) mit einem Flächenanteil von 47 % und Mischwald (Code N19) mit einem Flächenanteil von 15 % erfasst.

### Nutzungen im Schutzgebiet
Für den Mühlenteich wurde in bestimmten Uferbereichen die Angelfischerei vom Ufer und vom Eis in der Gemarkung „Bork“ auf 7,4 ha oder 10,4 % der Gewässerfläche erlaubt. In den Sumpf- und Moorbereichen wurde eine Nutzung durch Jagdausübung erlaubt, wobei die Jagd auf Wasservögel erst ab dem 15. November eines Jahres erlaubt wurde und vom 1. März bis 30. Juni die Jagd nur vom Ansitz aus erfolgen darf. Die Moore und Sümpfe hatten bei der Dokumentation des Schutzgebietes im Rahmen des Managementplanes eine Fläche von zusammen 9,7 ha und einen Anteil von 13,7 % an der Gesamtfläche. Die Gras- und Staudenfluren wurden nicht landwirtschaftlich oder für Freizeitaktivitäten genutzt. Sie besaßen eine Fläche von 1,5 ha und einen Anteil von 2,1 % an der Gesamtfläche. Den mit Abstand größten Teil der Schutzgebietsfläche nahmen Wälder und Forste ein mit einer Fläche von 52,4 ha und einem Anteil von 73,8 % der Gesamtfläche. Dieser Bereich wurde durch Forstwirtschaft und Jagd genutzt. Die forstwirtschaftliche Nutzung überwiegt jedoch und wird von der Oberförsterei Neustadt, Revier Stolpe, Forst-Abteilungen 377 und 544 verwaltet.

## Flora und Fauna

### Flora

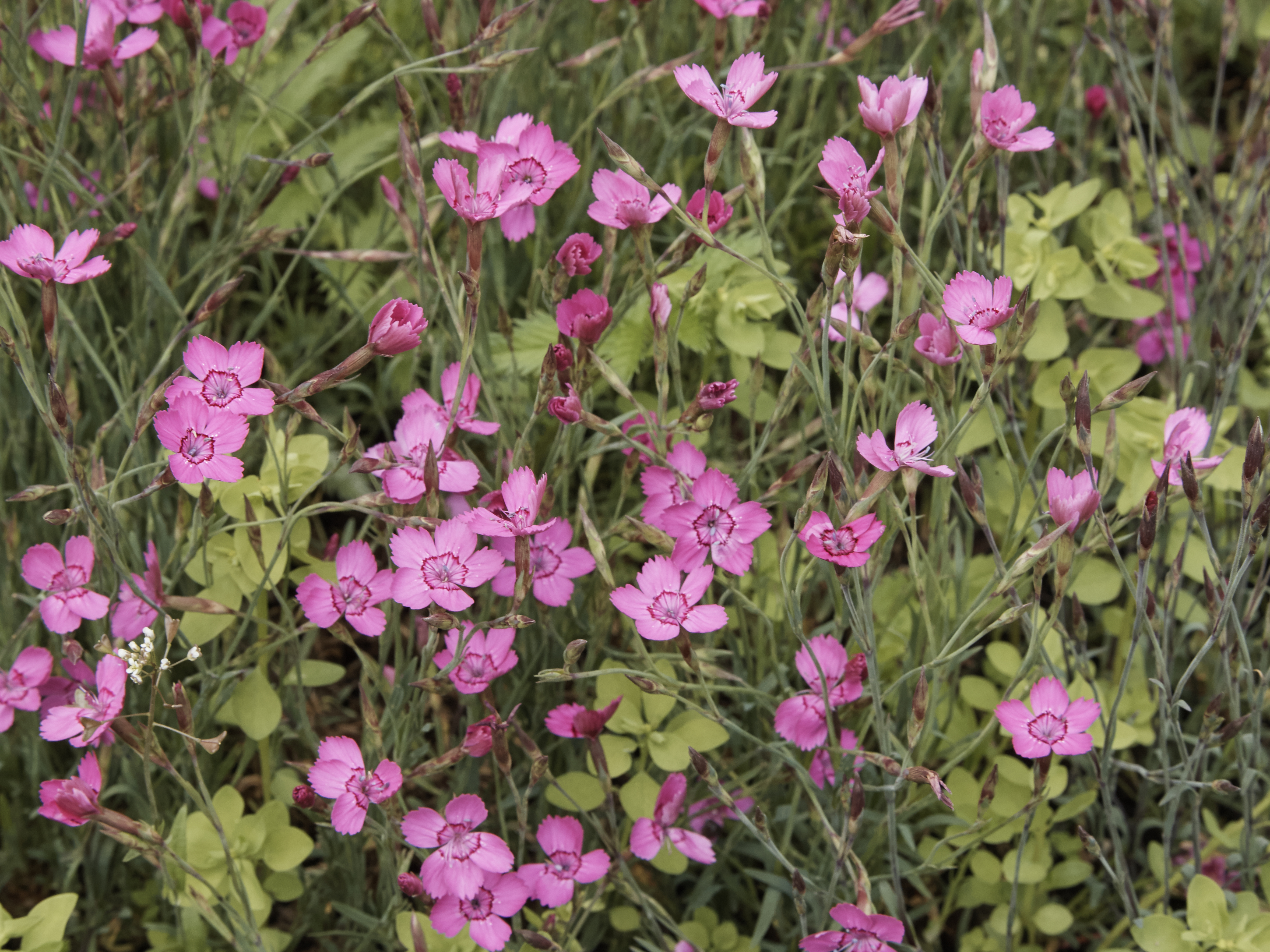
Heide-Nelke (Beispielfoto)

Folgende wichtige Pflanzenarten wurden bei einer durchgeführten Untersuchung des Gebietes aufgezeichnet:
Die Sumpf-Schafgarbe (Achillea ptarmica), die Heide-Nelke (Dianthus deltoides), das Sumpf-Weidenröschen (Epilobium palustre), der Europäische Froschbiss (Hydrocharis morsus-ranae), die Große Bibernelle (Pimpinella major), der Zungen-Hahnenfuß (Ranunculus lingua), die Sumpf-Sternmiere (Stellaria palustris) und die Krebsschere (Stratiotes aloides).

### Fauna

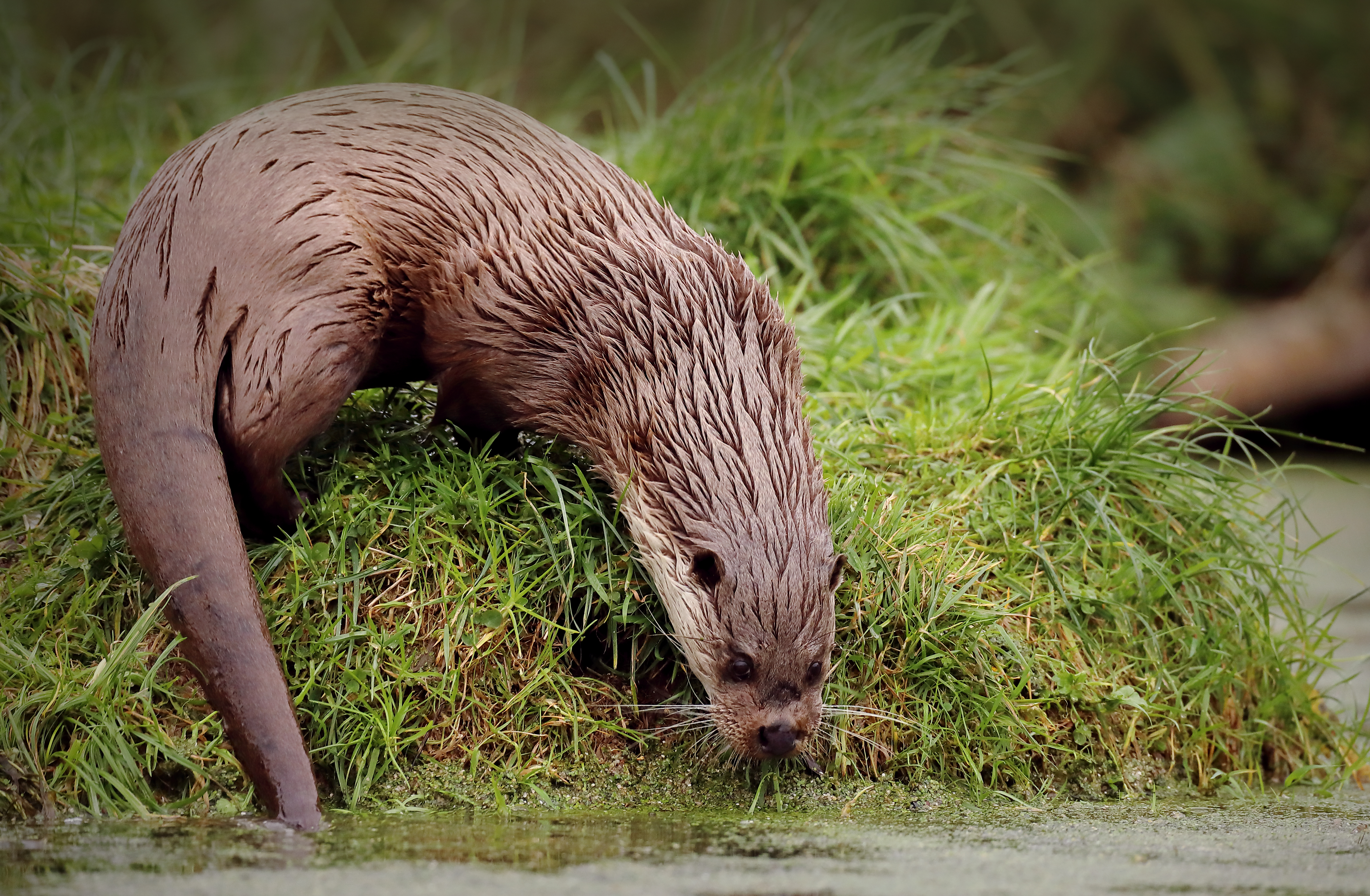
Fischotter (Beispielfoto)

Folgende Arten wurden im Anhang II der FFH-Richtlinie als besonders schützenswert eingestuft und wurden bei einer durchgeführten Untersuchung des Gebietes aufgezeichnet:
Der Fischotter (Lutra lutra), die Schmale Windelschnecke (Vertigo angustior), die Bauchige Windelschnecke (Vertigo moulinsiana) und der Europäische Biber (Castor fiber).
Weitere Arten die im Schutzgebiet einen Lebensraum finden wurden im Managementplan aufgezeichnet:
Das Wildschwein (Sus scrofa), das Reh (Capreolus capreolus), der Rothirsch (Cervus elaphus), der Waschbär (Procyon lotor) und der Teichfrosch (Pelophylax kl. esculentus).

#### Avifauna
Folgende Arten wurden im Anhang I der europäischen Vogelschutz-Richtlinie als besonders schützenswert eingestuft und im Managementplan ausgewiesen:
Der Kranich (Grus grus), die Rohrweihe (Circus aeruginosus), der Seeadler (Haliaeetus albicilla), der Fischadler (Pandion haliaetus), der Eisvogel (Alcedo atthis), Schwarzspecht (Dryocopus martius), die Flussseeschwalbe (Sterna hirundo) und der Silberreiher (Ardea alba).